# Perkloretilen
Perkloretilen (1,1,2,2-tetrakloroetilen, tetrakloreten, perkloretilen, PERC, C2Cl4, Cl2C=CCl2) se kao otapalo pojavio 30-tih godina prošlog stoljeća i danas je najzastupljeniji u procesu kemijskog čišćenja, praonice i sabirnice rublja te u preradi kože. Kemijske čistionice rabe perkloretilen koji najbolje čisti osjetljive tkanine poput svile i kašmira. U prirodi se razgrađuje pod utjecajem UVzračenja, kisika i topline pa ne postoji opasnost od njegovog nagomilavanja u prirodi. To je i razlog zašto se čuva u dobro zatvorenim spremnicima podalje od direktnih sunčevih zraka. Vrijeme poluživota u atmosferskim uvjetima je 140 - 150 dana. CAS broj mu je 127-18-4.

## Uporaba i opasnosti
Za perkloretilen se vjeruje da je kancerogen, a može uzrokovati i druge zdravstvene probleme. Odabir i uporaba otapala se danas isključivo temelji na njihovim ekološkim karakteristikama. Perkloretilen, unatoč izvrsnim uporabnim svojstvima u čišćenju tekstila, se potiskuje i pomalo zamjenjuje ekološki prihvatljivijim otapalima. Brojne organizacije koje zagovaraju uporabu perkloretilena tumače i brojnim studijama dokazuju da se dobrom suradnjom proizvođača otapala i strojeva uz ispravan rad može smanjiti emisiju para u prostor, čime se zadovoljavaju VOC norme. Tradicionalna otapala poput perkloretilena i izoparafina su u funkcionalno-ekološkom nadmetanju s ciklosiloksanima, tekućim ugljikovim dioksidom, postupku čišćenja vodom i drugim postupcima. Većina alternativnih otapala nema moć čišćenja kao perkloretilen, te je nužna uporaba aditiva i prilagođenih tehnoloških rješenja. Uzimajući u obzir ekološku prihvatljivost alternativnih rješenja, brojne nacionalne i međunarodne strukovne organizacije financiraju i potiču istraživanja i studije otapala u svrhu poboljšanja njihovih funkcionalnih svojstava u čišćenju. Prema pokazateljima organizacija koje prate globalna kretanja svijetle perspektive se predviđaju kombinaciji tehnologija koje uključuju anorganska otapala, vodu i CO2.